# Aldeiadávila da Ribeira
Aldeiadávila da Ribeira (oficialmente Aldeadávila de la Ribera em espanhol) é um município raiano da Espanha na província de Salamanca, comunidade autónoma de Castela e Leão, de área 46,58 km², com população de 1518 habitantes (2004) e densidade populacional de 32,59 hab/km².
| Noroeste: Bruçó (Portugal)  | Norte: Vilarinho dos Galegos (Portugal) | Nordeste: Pereña de la Ribera |
| Oeste: Salto de Aldeadávila |                                         | Leste: Masueco                |
| Sudoeste: Mieza             | Sul: La Zarza de Pumareda               | Sudeste: Masueco              |

## Demografia
| Variação demográfica do município entre 1991 e 2004 | Variação demográfica do município entre 1991 e 2004 | Variação demográfica do município entre 1991 e 2004 | Variação demográfica do município entre 1991 e 2004 |
| --------------------------------------------------- | --------------------------------------------------- | --------------------------------------------------- | --------------------------------------------------- |
| 1991                                                | 1996                                                | 2001                                                | 2004                                                |
| 1761                                                | 1741                                                | 1540                                                | 1518                                                |

## Miradouros
O "Picón de Felipe" é o miradouro mais famoso da aldeia e um dos mais impressionantes do Parque Natural das Arribas do Douro, pois está localizado no coração das arribas, a secção onde se pode ver a maior diferença de nível, cerca de 400-500 m. Diz-se que há muitos anos um habitante de Aldeiadávila chamado Felipe cometeu suicídio do topo do picón, nas margens do rio Douro, porque a sua namorada era portuguesa e não podia estar com ela, daí o nome do miradouro. Segundo outra versão menos trágica da lenda, Felipe queria derrubar esta enorme rocha para que as pedras funcionassem como ponte para atravessar para Portugal e ver a sua amada. A partir dele, há uma visão muito ampla do desfiladeiro profundo do Douro e das arribas portuguesas, bem como da barragem de Aldeiadávila, no fundo esquerdo. Pode ser alcançado a pé por um caminho que leva ao picón a partir do parque El Llano de la Bodega, onde existe um parque de estacionamento para deixar o carro. É um lugar importante no resultado do romance "IPES", de Daniel H. Barreña.